# Macromya pyrrhaspis
Macromya pyrrhaspis är en tvåvingeart som först beskrevs av Christian Rudolph Wilhelm Wiedemann 1830.  Macromya pyrrhaspis ingår i släktet Macromya och familjen parasitflugor. Inga underarter finns listade i Catalogue of Life.